# Evonne Goolagong
Evonne Fay Goolagong Cawley (Griffith, 31 luglio 1951) è un'ex tennista australiana.
In carriera si è aggiudicata in tutto 68 titoli WTA in singolare tra cui sette tornei del Grande Slam (più quattro finali consecutive agli US Open dal 1973 al 1976), diventando così la prima donna aborigena di sempre a diventare campionessa Slam. Ha raggiunto la vetta della classifica mondiale ad aprile del 1976, aggiudicandosi inoltre la Fed Cup con l'Australia nel 1970, 1973 e 1974. Ottima doppista, ha vinto anche undici titoli in doppio tra cui sei tornei del Grande Slam, oltre al Roland Garros conquistato nel doppio misto nel 1972. Per tutti questi motivi è considerata, dopo Margaret Smith Court, come la più forte tennista australiana della storia.

## Carriera
Nata da una famiglia aborigena di etnia Wiradjuri, divenne professionista nel 1969 e a soli diciannove anni si aggiudicò il torneo di Wimbledon nel singolare (1971). Nel 1972 e 1975 fu finalista sempre a Wimbledon; e ancora nel 1976 allorché sfiorò la vittoria in un incontro appassionante vinto infine da Chris Evert per 6-3 4-6 8-6. Ma a Wimbledon la Goolagong rivinse nel 1980, dove trovò di nuovo in finale la Evert e si impose col punteggio di 6-1 7-6.

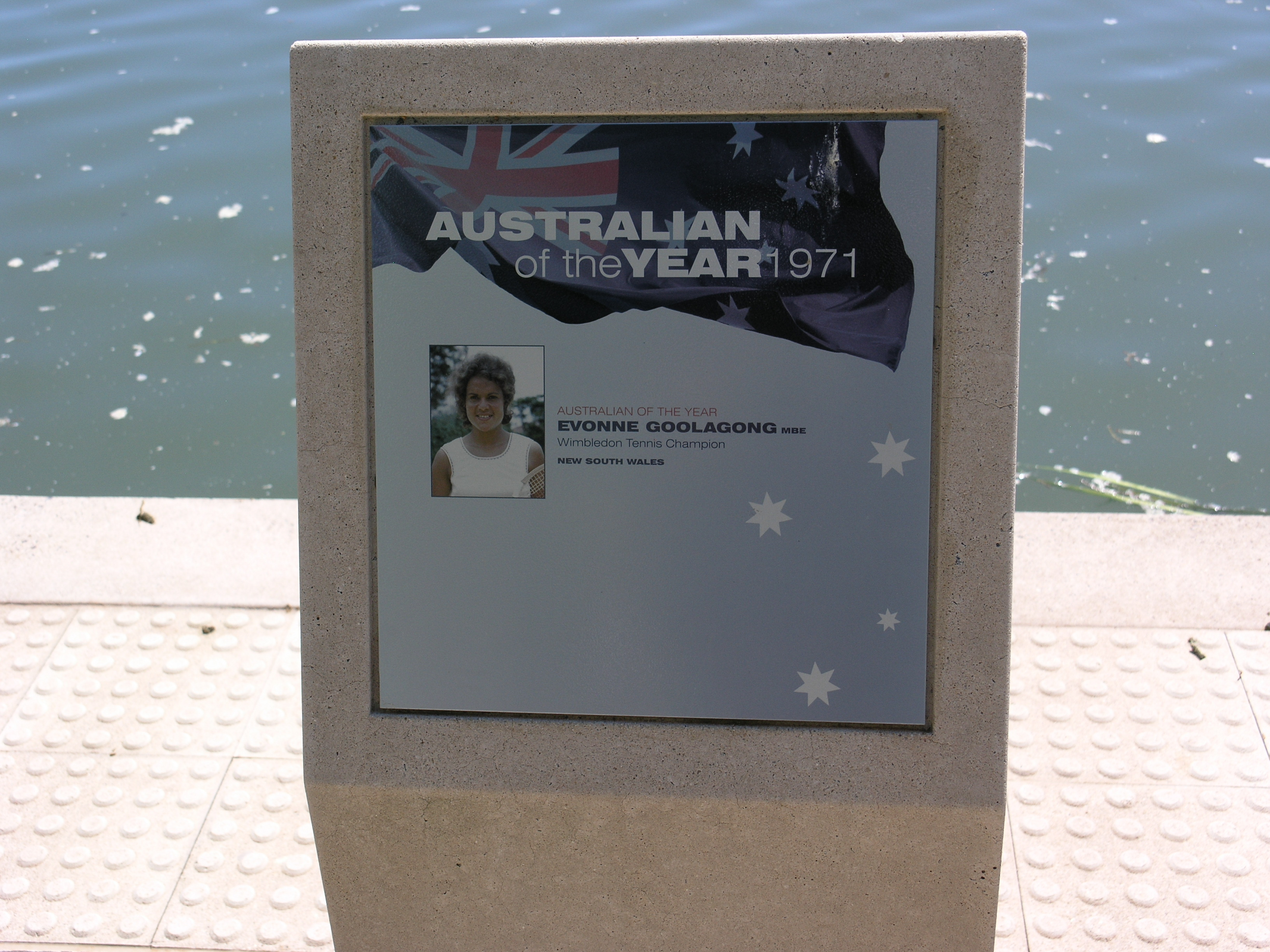
Il trofeo della Goolagong come atleta dell'anno australiana nel 1971.

La tennista australiana fu quattro volte campionessa agli Open d'Australia (dal 1974 al 1976 e nel 1978): nella finale del 1975 si impose su Martina Navrátilová per 6-3 6-2. La Goolagong vanta anche un titolo al Roland Garros, dove si impose nel 1971. Ha fatto inoltre parte della nazionale australiana di tennis, con la quale ha vinto la Fed Cup (l'equivalente della Coppa Davis riservata alle donne) per tre volte: nel 1971, nel 1973 e nel 1974. È curioso notare che ella divenne madre nel 1976 e che vinse un torneo del Grande Slam successivamente al parto: una cosa del genere non accadeva dal 1914.
Nella sua carriera, interrotta per ritiro nel 1982, Evonne Goolagong ricevette numerosi riconoscimenti: nel 1971, ad esempio, venne nominata "Atleta dell'anno" dalla nota agenzia di stampa americana Associated Press. Ritirata nel 1983 all'età di 32 anni, è stata introdotta nella Hall of fame nel 1988. Successivamente divenne allenatrice, e nel 2002 guidò la nazionale australiana come capitano non giocatore. L'anno successivo venne nominata sportiva oceanica dell'anno dalla CIO.

## Statistiche

### Singolare

#### Grande Slam

##### Vinte (7)
| Anno | Torneo          | Avversario in finale | Punteggio     |
| 1971 | Open di Francia | Helen Gourlay        | 6-3, 7-5      |
| 1971 | Wimbledon       | Margaret Smith Court | 6-4, 6-1      |
| 1974 | Australian Open | Chris Evert          | 7-6, 4-6, 6-0 |
| 1975 | Australian Open | Martina Navrátilová  | 6-3, 6-2      |
| 1976 | Australian Open | Renáta Tomanová      | 6-2, 6-2      |
| 1977 | Australian Open | Helen Gourlay        | 6-3, 6-0      |
| 1980 | Wimbledon       | Chris Evert          | 6-1, 7-6      |

##### Perse (11)
| Anno | Torneo          | Avversario in finale | Punteggio     |
| 1971 | Australian Open | Margaret Smith Court | 2-6, 7-6, 7-5 |
| 1972 | Australian Open | Virginia Wade        | 6-4, 6-4      |
| 1972 | Open di Francia | Billie Jean King     | 6-3, 6-3      |
| 1972 | Wimbledon       | Billie Jean King     | 6-3, 6-3      |
| 1973 | Australian Open | Margaret Smith Court | 6-4, 7-5      |
| 1973 | US Open         | Margaret Smith Court | 7-6, 5-7, 6-2 |
| 1974 | US Open         | Billie Jean King     | 3-6, 6-3, 7-5 |
| 1975 | Wimbledon       | Billie Jean King     | 6-0, 6-1      |
| 1975 | US Open         | Chris Evert          | 5-7, 6-4, 6-2 |
| 1976 | Wimbledon       | Chris Evert          | 6-3, 4-6, 8-6 |
| 1976 | US Open         | Chris Evert          | 6-3, 6-0      |